# Bernardo de Brihuega
Bernardo de Brihuega fue un clérigo, historiador y hagiógrafo castellano de la segunda mitad del siglo XIII.

## Biografía
Por su nombre puede suponerse que nació en Brihuega, provincia de Guadalajara; él lo declara además en el prólogo de su obra: "Ego bernardus briocanus Illustrissimi regis Alfonsi Clericus et alumpnus et ecclesie ispalensis canonicus volens passiones martirum compillare...", palabras que casi repite en el incipit del libro tercero. Fue también maestro en teología y canónigo en la catedral de Sevilla y capellán real.
Compiló hacia el año 1270, por orden del rey Alfonso X el Sabio, de quien escribió ser alumpnus, cinco volúmenes de vidas de Santos Padres: Vitas patrum sanctorum a beatissimis doctoribus, para ayudar a elaborar la General Estoria. De esta obra monumental sólo ha llegado hasta nosotros un volumen y fragmentos de los otros, mientras que el primero se da por perdido. Nicolás Antonio en su Bibliotheca vetus, le da un título ligeramente diferente: Flores (id est, Vitae) Sanctorum Christi Martyrum & Confessorum Hispanice, y cita dos manuscritos de la misma en la Escurialense y en la Biblioteca Real de Madrid (este último estudiado por el hispanista Rodolfo Beer en 1887). José Luis Moralejo cita el título del manuscrito escurialense: Gesta et miracula confesorum Christi.
Contiene esta obra una gran compilación de vidas de mártires que debía abarcar bajo qué emperadores tuvo lugar la persecución, desde el reinado de Tiberio hasta el de Federico I; pero tan ambicioso empeño quedó inacabado en la vida de Santa Brígida virgen, no llegando más allá del emperador Diocleciano, tras veinte años de trabajo, como por otra parte quedaron igualmente inconclusas las Estorias auspiciadas por el monarca castellano. Por citar algunas entre las figuras tratadas, aparecen San Jerónimo, Paulino obispo, Santa Pelagia, San Ambrosio, San Hilario, San Martín, Santa Eulalia, incluso San Cosme y San Damián. Aporta luego un listado de emperadores romanos y de santos martirizados en sus mandatos. Siguen las vidas de santos más recientes.